# Logfia filaginoides
Logfia filaginoides là một loài thực vật có hoa trong họ Cúc. Loài này được (Hook. & Arn.) Morefield mô tả khoa học đầu tiên năm 2004.